# Ташсу
Ташсу (тат. Ташсу) — деревня в Высокогорском районе Республики Татарстан, в составе Суксинского сельского поселения.

## География
Деревня находится на реке Саинка, в 30 км к северо-западу от районного центра, посёлка железнодорожной станции Высокая Гора.

## История
Основание деревни относят ко второй половине XVII века.
Современное название деревни произошло от татарских слов «таш» (камень, каменный) и «су» (вода).
В сословном плане, в XVIII веке и вплоть до 1860-х годов, татарское население деревни причислялось к государственным крестьянам.
По данным переписей, население деревни увеличивалось с 56 душ мужского пола в 1782 году до 454 человек в 1908 году. В последующие годы численность населения деревни постепенно уменьшалась и в 2017 году составила 108 человек.
В «Списке населенных мест по сведениям 1859 года», изданном в 1866 году, населённый пункт упомянут как казённая деревня Каменный Ключь (Ташкичу) 3-го стана Казанского уезда Казанской губернии. Располагалась при безымянном ключе, по левую сторону Уржумского торгового тракта, в 35 верстах от губернского города Казани и в 20 верстах от становой квартиры в казённой деревне Верхние Верески. В деревне в 33 дворах жили 368 человек (181 мужчина и 187 женщин). Была мечеть.
В том же «Списке населенных мест по сведениям 1859 года», отдельно упомянута казённая деревня Атняш-Ключь, статистически учитывавшаяся с Каменным Ключом в начале XX века. В деревне в 6 дворах жили 55 человек (26 мужчин и 29 женщин).
В деревне родились братья Максуди: Ахмедхади Максуди (1868–1941) – языковед, педагог, исламовед, политический и общественный деятель;
Садретдин Максуди (1878–1957) – юрист, политический и государственный деятель.
По сведениям из первоисточников, в начале XX столетия в деревне существовали мечеть, мектеб. Мечеть была построена также в 2014 году.
Административно, до 1920 года деревня относилась к Казанскому уезду Казанской губернии, с 1965 года относится к Высокогорскому району Татарстана.

## Экономика и инфраструктура
Полеводство, животноводство; эти виды деятельности, а также некоторые промыслы являлись основными для жителей деревни также и в XVIII-XIX столетиях.